# Campionati canadesi di sci alpino 1986
I Campionati canadesi di sci alpino 1986 si svolsero a Mont-Sainte-Anne e a Stoneham; furono assegnati i titoli di discesa libera, supergigante, slalom gigante e slalom speciale, sia maschili sia femminili.

## Risultati

### Uomini

#### Discesa libera
| Pos. | Atleta         | Nazione |
| ---- | -------------- | ------- |
| 1    | Donald Stevens | Canada  |
| 2    | ?              | ?       |
| 3    | ?              | ?       |

#### Supergigante
| Pos. | Atleta         | Nazione |
| ---- | -------------- | ------- |
| 1    | Derek Trussler | Canada  |
| 2    | ?              | ?       |
| 3    | ?              | ?       |

#### Slalom gigante
| Pos. | Atleta   | Nazione |
| ---- | -------- | ------- |
| 1    | Jim Read | Canada  |
| 2    | ?        | ?       |
| 3    | ?        | ?       |

#### Slalom speciale
| Pos. | Atleta   | Nazione |
| ---- | -------- | ------- |
| 1    | Jim Read | Canada  |
| 2    | ?        | ?       |
| 3    | ?        | ?       |

### Donne

#### Discesa libera
| Pos. | Atleta          | Nazione |
| ---- | --------------- | ------- |
| 1    | Karen Percy     | Canada  |
| 2    | ?               | ?       |
| 3    | Liisa Savijarvi | Canada  |

Località: Mont-Sainte-Anne

#### Supergigante
| Pos. | Atleta          | Nazione |
| ---- | --------------- | ------- |
| 1    | Karen Percy     | Canada  |
| 2    | Liisa Savijarvi | Canada  |
| 3    | ?               | ?       |

Località: Mont-Sainte-Anne

#### Slalom gigante
| Pos. | Atleta          | Nazione |
| ---- | --------------- | ------- |
| 1    | Josée Lacasse   | Canada  |
| 2    | Liisa Savijarvi | Canada  |
| 3    | ?               | ?       |

Località: Stoneham

#### Slalom speciale
| Pos. | Atleta        | Nazione |
| ---- | ------------- | ------- |
| 1    | Josée Lacasse | Canada  |
| 2    | ?             | ?       |
| 3    | ?             | ?       |